# Enna
Ena (em italiano: Enna) é uma comuna italiana da região da Sicília, província de Ena, com cerca de 29.072 habitantes. Estende-se por uma área de 357 km², tendo uma densidade populacional de 81 hab/km². Faz fronteira com Agira, Aidone, Assoro, Calascibetta, Caltanissetta (CL), Gangi (PA), Leonforte, Piazza Armerina, Pietraperzia, Santa Caterina Villarmosa (CL), Valguarnera Caropepe, Villarosa.

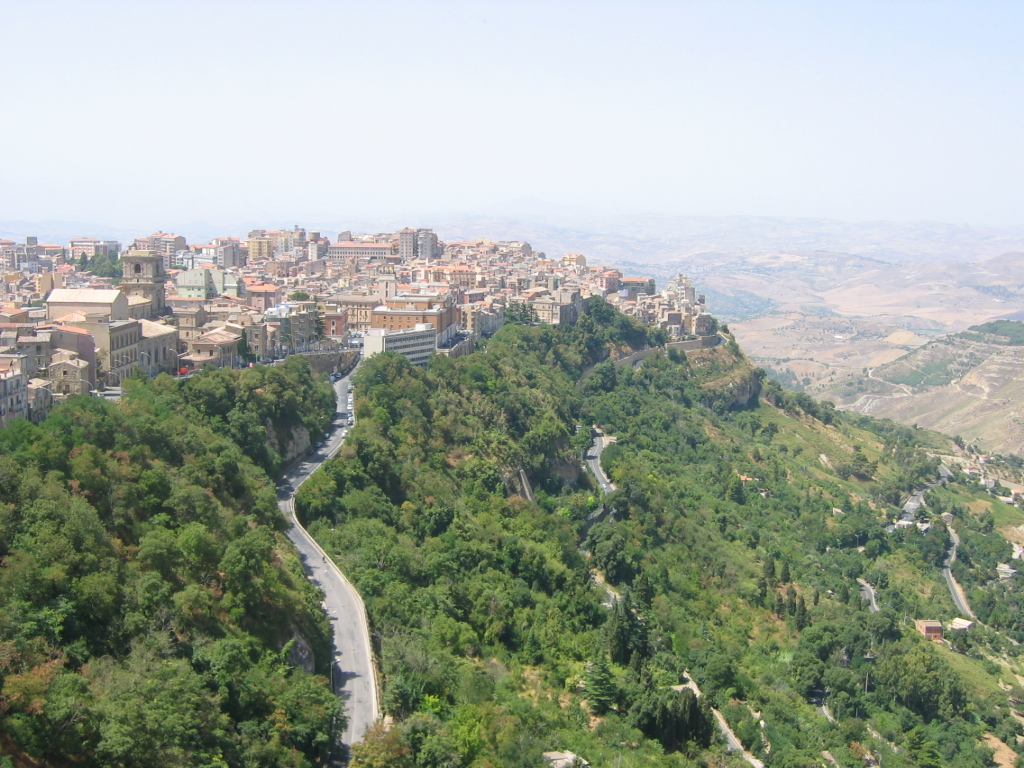
Ena

## Demografia
| Variação demográfica do município entre 1861 e 2011                               |
|                                                                                   |
| Fonte: Istituto Nazionale di Statistica (ISTAT) - Elaboração gráfica da Wikipedia |